# 메이팅
메이팅(Mei Ting, 1975년 4월 30일 ~ )은 중화인민공화국의 배우이다.

## 출연작

### 드라마
- 2012년 안후이 위성 텔레비전 해돈제일극장 《대남당혼》 - 곡청 역
- 2014년 CCTV-8 황금강당극장 《부모애정》 - 안걸 역
- 2017년 동방 위성 텔레비전 동방극장 《아적전반생》
- 2017년 동방 위성 텔레비전 주파극장 《랑야방지풍기장림》 - 순공주 역
- 2018년 저장 위성 텔레비전 중국람극장 《배독마마》 - 리나 역
- 2018년 유쿠 웹 드라마 《급아일개십팔세》 - 전비 역
- 2018년 유쿠 웹 드라마 《풍인원》 - 소무평 역
- 2018년 후난위성텔레비전 금응독파극장 《천성장가》 - 아악 역
- 2019년 저장 위성 텔레비전 중국람극장 《먼 곳에서》 - 류아이롄 역
- 2020년 동방 위성 텔레비전 동방극장 《재일기》 - 마윤 역
- 2020년 광동 위성 텔레비전 황금극장 《아적부혹청춘》 - 하패근 역
- 2021년 저장 위성 텔레비전 중국람극장 《불혹지려》- 지엔단 역
- 2022년 CCTV-1 제일특약극장 《초월》 - 왕하이옌 역
- 2022년 아이치이 웹드라마 《회래적여아》 - 랴오쉐이팡 역
- 2023년 장쑤 위성 텔레비전 행복극장 《타개생활적정학방식》 - 푸샤오통 역
- 2024년 후난위성텔레비전 금응독파극장 《강하일상》 - 샤오쉬에 역